# Оманско-эмиратские отношения
Оманско-эмиратские отношения — двусторонние дипломатические отношения между Оманом и ОАЭ. Протяжённость государственной границы между странами составляет 609 км.

## История
29 июля 1974 года было подписано соглашение по урегулированию территориального спора по принадлежности Эль-Бурайми. Согласно соглашению, Оман получил три деревни, а ОАЭ шесть деревень, а также обе страны уступили Саудовской Аравии нефтяное месторождение Шайба. В ходе конфликта в оманской мухафазе Дофар, Оман получал существенную финансовую поддержку из Саудовской Аравии, ОАЭ и Кувейта. Иранская исламская революция 1979 года и возникшая опасность в связи с этим распространения воинствующего ислама, Ирано-иракская война и потенциальная возможность прерывания движения танкеров через Ормузский пролив, повлекло за собой создание Совета сотрудничества арабских государств Персидского залива (который включает в себя Саудовскую Аравию, ОАЭ, Кувейт, Бахрейн и Катар). ССАГПЗ была создана для обеспечения коллективной безопасности государств-членов. На практике, вторжение Ирака в Кувейт в 1990 году показало, что ССАГПЗ оказался неэффективным в сдерживании и реагировании на агрессию со стороны соседних государств. 
В ноябре 2010 года между странами разгорелся шпионский скандал. Оман обвинил ОАЭ в том, что они создали массовую шпионскую сеть в этой стране, которую оманским спецслужбам удалось раскрыть. Предполагаемые агенты из ОАЭ шпионили за членами оманского правительства и военными. Правительственные источники в Омане заявили, что ряд оманских граждан также были арестованы. Одной из целей агентов являлось выяснить кто будет преемником султана Омана Кабуса бен Саида после его смерти. Есть также мнение, что шпионская сеть была направлена на изучение ирано-оманских отношений. У Омана сложились очень тёплые отношения с Ираном, в то время как арабские страны заняли враждебную позицию по отношению к их персидскому соседу. Официальные лица ОАЭ отрицают любые связи со вскрытой шпионской сетью. Эти события серьёзно испортили отношения между двумя странами и с тех пор возникла напряжённость. Султан Омана не присутствовал на саммите ССАГПЗ в Абу-Даби, показательно проигнорировав данное мероприятие. Благодаря усилиям эмира Кувейта отношений между Оманом и ОАЭ стабилизировались.